# Materia soffice
La materia soffice o materia soffice condensata è una sottocategoria della materia condensata comprendente una varietà di stati fisici facilmente deformabili da variazioni termiche. Ne fanno parte liquidi, colloidi, polimeri, schiume, gel, materiali granulari, e svariati tipi di materiali biologici.  Questi materiali presentano elementi comuni nei comportamenti fisici predominanti che si verificano a scale di energia comparabili con l'energia termica a temperatura ambiente. A queste temperature gli aspetti quantistici sono generalmente trascurabili.
Pierre-Gilles de Gennes, chiamato anche "padre fondatore della materia soffice" ricevette il Premio Nobel per la fisica nel 1991 per la scoperta che i parametri d'ordine dei semplici sistemi termodinamici possono essere applicati a situazioni più complesse presenti nella materia soffice. In particolare egli studiò il comportamento di cristalli liquidi e polimeri.

## Caratteristiche distintive
I comportamenti interessanti dalla materia soffice sorgono in modi imprevedibili, o molto difficili da prevedere, direttamente dai costituenti atomici e molecolari. Questo è dovuto al fatto che l'auto-organizzazione nelle strutture fisiche a dimensioni mesoscopiche sono più frequenti rispetto alla scala microscopica (scala propria di atomo e molecola), e spesso sono molto più piccoli della scala macroscopica dei materiali.
Le proprietà e le interazioni di queste strutture mesoscopiche possono determinare il comportamento macroscopico dei materiali. Ad esempio, i vortici di turbolenza che naturalmente si verificano in un flusso di liquido sono molto più modesti rispetto alla quantità totale di liquido e spesso sono più grandi delle singole molecole; tuttavia la presenza di questi vortici condiziona il comportamento della totalità del materiale. Ancora, le bolle che costituiscono una schiuma sono mesoscopiche perché individuano un vasto numero di molecole, mentre la schiuma è costituita a sua volta da un grande numero di queste bolle.
Per contro, nella Fisica della materia condensata “dura” spesso è possibile prevedere il comportamento generale di un materiale perché le molecole sono organizzate in un reticolo cristallino senza cambiamenti nel modello in qualsiasi scala mesoscopica.

## Applicazioni
I materiali “soffici” sono importanti in un grande varietà di applicazioni tecnologiche. Possono
comparire come elementi strutturali e per materiali di imballaggio, schiume e adesivi, detergenti e cosmetici, vernici, additivi alimentari, lubrificanti e additivi per carburanti, gomme per pneumatici, etc. Inoltre, una varietà di materiali biologici (sangue, muscoli, latte, yogurt...) sono classificabili come “soffici”. I cristalli liquidi, altra categoria di questi materiali, mostrano delle risposte a campi elettrici che li rendono molto importanti, come i materiali in dispositivi di visualizzazione (LCD).
Nonostante le varie forme di questi materiali, molte delle proprietà fisico-chimiche, hanno origini comuni, come ad esempio il gran numero di interno gradi di libertà, di interazioni deboli tra gli elementi strutturali,  ed un delicato bilancio tra il contributo entropico ed entalpico all'energia libera di Helmholtz. Queste proprietà portano a grandi fluttuazioni termiche, una larga varietà di forme, sensibilità dell'equilibrio nei riguardi delle condizioni esterne, morbidezza macroscopica, e stati metastabili.

## Ricerca
La realizzazione della materia “soffice” contiene innumerevoli esempi di rottura della simmetria, elasticità generalizzata, e fluttuazione di gradi di libertà la quale ha rinvigorito i campi classici della fisica come fluidi (ora generalizzati dalla meccanica non-Newtoniana) e elasticità (membrane, filamenti, e reti anisotropiche  sono i più importanti e hanno aspetti comuni). Questi forniscono molti campi di ricerca già in fase di studio attualmente. La materia condensata “soffice” inoltre è strettamente collegata agli studi della biofisica e di conseguenza alle biotecnologie.

## Esempi di materiali soffici
- Colloidi
- Polimeri
- Cristalli liquidi
- Tensioattivi
- Schiume, gel, microemulsioni
- Materiali granulari
- Membrane biologiche e altri materiali biologici
- Materia attiva